# 991 McDonalda
991 McDonalda је астероид главног астероидног појаса. Приближан пречник астероида је 31,41 , 
а средња удаљеност астероида од Сунца износи 3,147 астрономских јединица (АЈ). 
Инклинација (нагиб) орбите у односу на раван еклиптике је 2,076 степени, а орбитални период износи 2039,684 дана (5,584 година). Ексцентрицитет орбите астероида износи 0,149. 
Апсолутна магнитуда астероида износи 11,12 а геометријски албедо 0,063.
Астероид је откривен 24. октобра 1922. године.